# Brebeneskuł (jezioro)
Brebeneskuł (ukr. Бребенескул) – wysokogórskie jeziorko w Czarnohorze na Ukrainie. Najwyżej położone jezioro w Ukraińskich Karpatach, uznawane za najwyżej położone jezioro tego kraju (1801 m n.p.m.).
Leży na południowo-zachodnim skłonie pasma Czarnohory, w kotlinie pomiędzy szczytami Brebeneskuł i Gutin Tomnatyk. Powierzchnia jeziora wynosi (w zależności od sezonowych wahań poziomu wody) około 0,4 ha. Długość jeziora wynosi 134 m, szerokość 28-44 m, a obwód ok. 430 m. Głębokość zbiornika dochodzi do 3 m.
Teren formalnie podlega Rachowskiemu Gospodarstwu Leśnemu, a jeziorko jest chronione jako pomnik przyrody lokalnego znaczenia. Jednak okolice jeziora są częstym miejscem biwakowania turystów i zbieraczy korzeni goryczek (żółtej i kropkowanej). Brzegi jeziora i sam zbiornik są zaśmiecone, a kosodrzewina wycinana na ogniska.
Z jeziora wypływa potok, również nazywany Brebeneskuł.